# 埃施 (贝恩卡斯特尔-维特利希县)
埃施是德国莱茵兰-普法尔茨州的一个市镇。总面积2.29平方公里，总人口389人，其中男性190人，女性199人（2011年12月31日），人口密度170人/平方公里。